# El Desengaño
El Desengaño es una localidad del estado mexicano de Campeche. Es parte del municipio de Candelaria.

## Demografía
| Gráfica de evolución demográfica |
|                                  |

| Censo | Población |
| ----- | --------- |
| 1990  | 196       |
| 2000  | 713       |
| 2010  | 930       |
| 2020  | 1 257     |